# سكارليت توماس
سكارليت توماس (بالإنجليزية: Scarlett Thomas)‏ هي كاتِبة بريطانية، ولدت في 4 يوليو 1972 في إنجلترا في المملكة المتحدة.